# Francia forradalom

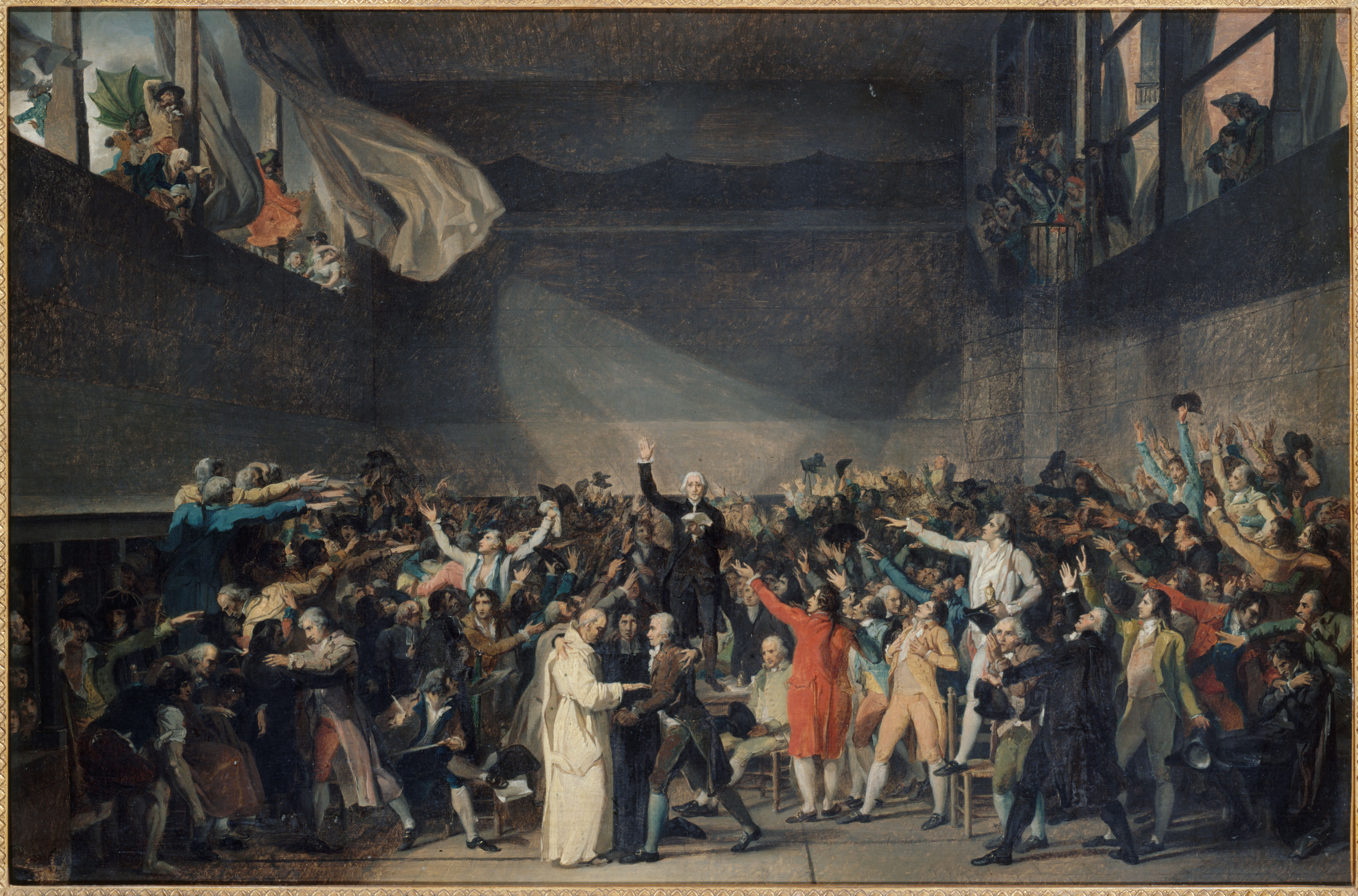
Jacques-Louis David: A labdaházi eskü (serment du Jeu de paume), 1789. június 20., a harmadik rend képviselőinek csoportja Nemzetgyűlésnek nyilvánítja magát

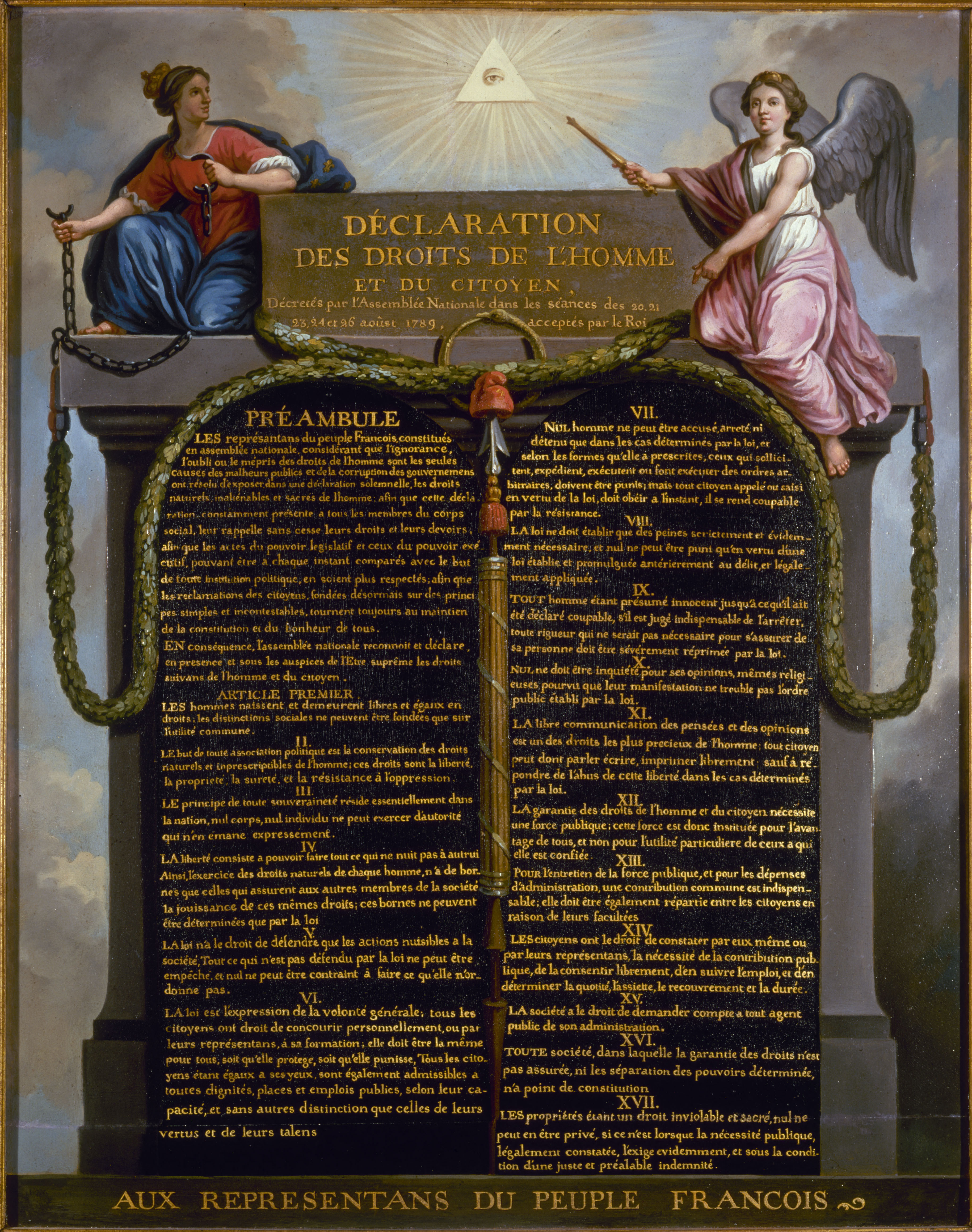
Az 1789. augusztus 26-án elfogadott 17 pont az Emberi és polgári jogok nyilatkozata (Déclaration des droits de l'homme et du citoyen) a tízparancsolat felül lekerekített tábláinak formájában ábrázolva

A francia forradalom Európa történetének meghatározó eseménysorozata volt a 18. század végén. Noha sok tekintetben korábban elkezdődött, a kezdődátumnak általánosan 1789. július 14-ét tekintjük, amikor a feldühödött párizsiak elfoglalták a Bastille börtönét. A marxista történelemírás az eseményt „nagy” jelzővel szokta illetni. A forradalom során az országot a pénzügyi csőd közelébe vezető abszolutista rendszert megbuktatták, ám a társadalmi és gazdasági válságot nem sikerült felszámolni. Sem a kialakult alkotmányos monarchia, sem az azt követő köztársasági államrend, sem az azt követő jakobinus terror nem bizonyulhatott tartósnak, és az események néhány átmeneti év után végül Bonaparte Napóleon, a tehetséges tábornok diktatúrájába torkolltak (1799). François Furet francia történész szerint „egy nemesi-polgári-felvilágosult-szabadkőműves-filozófus elit készítette elő a forradalmat. Valójában decentralizációt és liberális reformokat akartak, népi nyomásra lett belőle forradalom”.
A francia forradalom elméleti alapjának a felvilágosodás eszméit tekintette. Hármas jelszava: „Szabadság, Egyenlőség, Testvériség” (Liberté, Égalité, Fraternité) máig ott olvasható számos középületen. "A szabadság lényege, hogy azt tehetjük, ami nem árt mások jogainak." Ezen elvek a gyakorlatban azonban már a forradalom ideje alatt sem valósultak meg – a hatalom megszerzésének, illetve megtartásának igénye vezetett például a jakobinus terrorhoz.
A forradalom hatása mégis óriási volt: a 19. század nagy részét az erre a korra visszavezethető eszmék, a nacionalizmus, a liberalizmus, valamint az alkotmányosság iránti törekvés határozta meg Európa jelentős részén. Ennek jegyében a forradalmak is gyakoriak voltak. A történészek ezt a hatást figyelembe véve általában az úgy nevezett „hosszú 19. századhoz” sorolják a valójában még a 18. században lejátszódott eseménysort.

## Előzmények

### A felvilágosodás kora

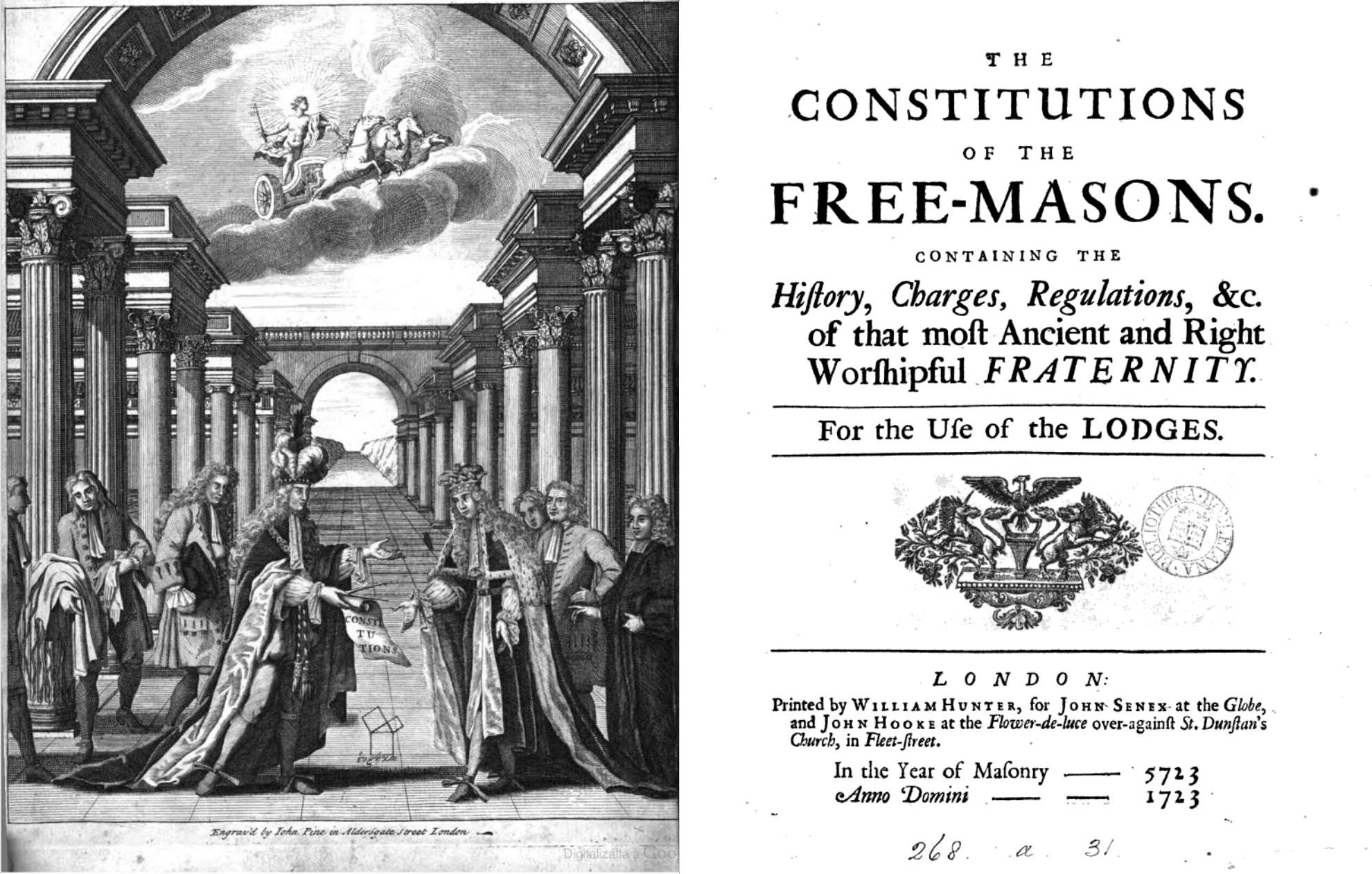
A James Anderson által összeállított és 1723-ban kiadott szabadkőműves alkotmány (The Constitutions of the Free-Masons) borítólapja

A 18. századi Franciaországban jelentős volt a polgárság létszáma és politikai befolyása (elvégre az abszolutisztikus királyság hivatalnok-gárdájának nagy részét polgárok képezték), ami a korban mind nagyobb gazdasági hatalommal párosult. A korábbi időszak nagy tudományos eredményei és az angol földön szárnyat bontó ipari forradalom vívmányai révén a kor polgári származású értelmiségijei számára a világ megismerhetőnek, leírhatónak és megváltoztathatónak tűnt. A racionalizmus diadalmaskodott a korábbi eszmeáramlatok felett, és az alkotók az emberiséget az észre való ráhatással, felvilágosítással óhajtották megjavítani. Innen az időszak neve: felvilágosodás. Az angolszász gondolkodók (John Locke, David Hume) elképzeléseit, melyek a szabadságra, toleranciára vonatkoztak, nagy francia filozófusok (Montesquieu, Voltaire, Jean-Jacques Rousseau) fejlesztették tovább. Egyesek az alkotmányos monarchiát, mások a demokráciát eszményítették, ám egyben mind egyetértettek: a fennálló „régi rendszer” (ancien régime) rossz.
A kor másik jellegzetessége a szabadkőműves páholyok nagy száma, amelyekbe sok nemes is belépett. A szabadkőművesek is a szabadság, egyenlőség, testvériség (Liberté, Égalité, Fraternité) jelszavait hangoztatták, és közreműködtek a forradalom ideológiai előkészítésében.

### Azancien régime

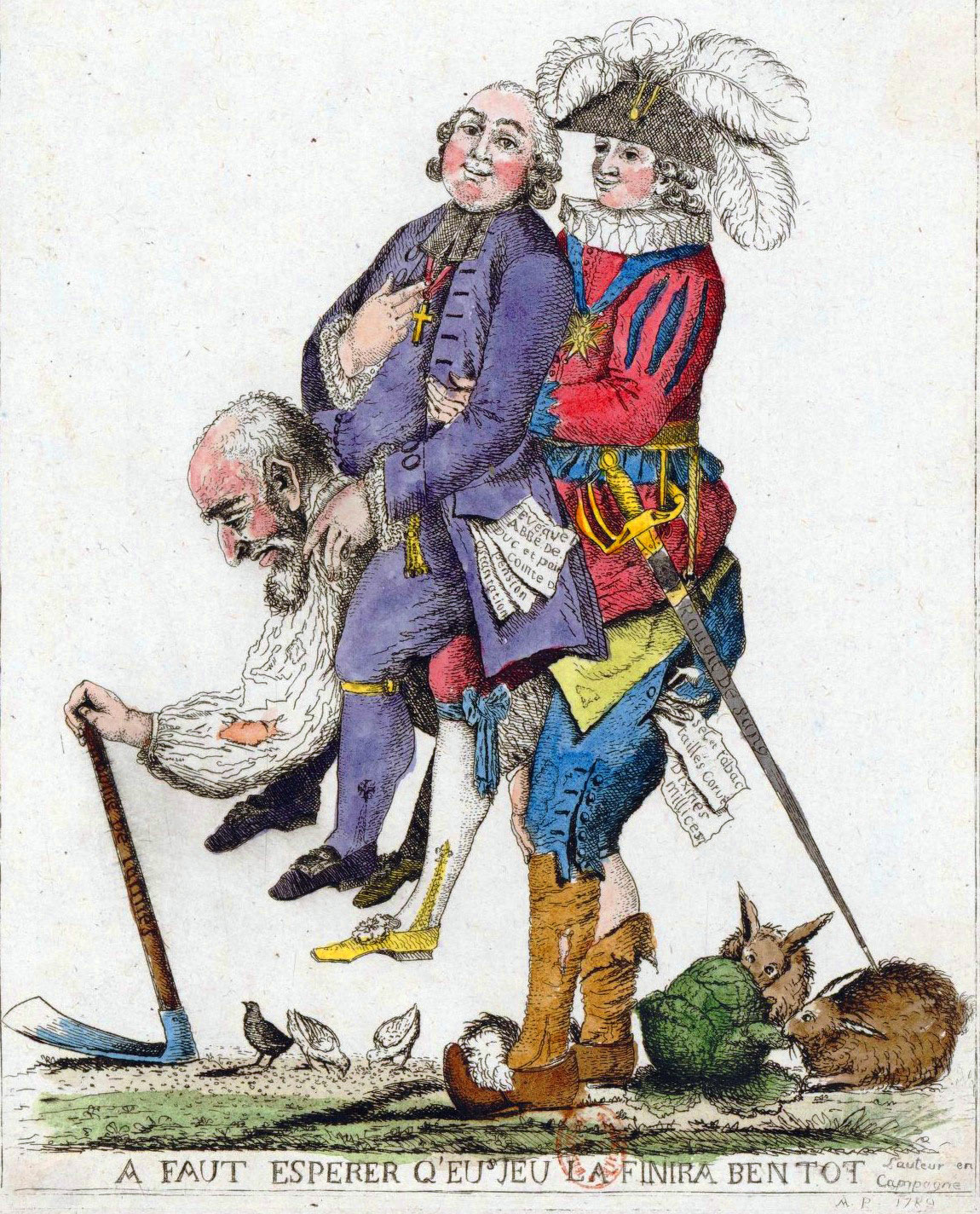
A papságot és a nemességet a hátán cipelő harmadik rend – francia politikai karikatúra 1789 áprilisából

A 18. századot gyakorlatilag három francia király uralma kísérte végig: XIV., XV. és XVI. Lajosé. A Napkirály (1643–1715) halálakor hajdan erős állama mély válságba került: az udvar költekezése, a folyamatos háborúskodás kimerítette gazdasági tartalékait. Mivel a trónörökös még nagyon fiatal volt, 1715–1723 között régenst neveztek ki (II.) Orléans-i Fülöp személyében, aki reformokkal kísérletezett. A skót származású John Law-t tette a pénzügyek irányítójává, de az ő bukása után a kormányzat hosszú időre elállt mindenféle újítási szándéktól.
XV. Lajos (1715–1774) leginkább szeretőivel (Madame de Pompadour, Madame du Barry stb.) és olyan háborúkkal foglalkozott, amelyek közvetlenül nem érintették Franciaországot. Részt vett az osztrák örökösödési háborúban, a hétéves háborúban és támogatta az észak-amerikai brit gyarmatok függetlenségi törekvéseit. Mindez újabb összegeket emésztett fel. Az állam rohamosan haladt a csőd felé. 1771-ben korlátozott parlamenti (bírósági) reformra került sor, amit a trónra lépő XVI. Lajos 1774-ben visszavont.

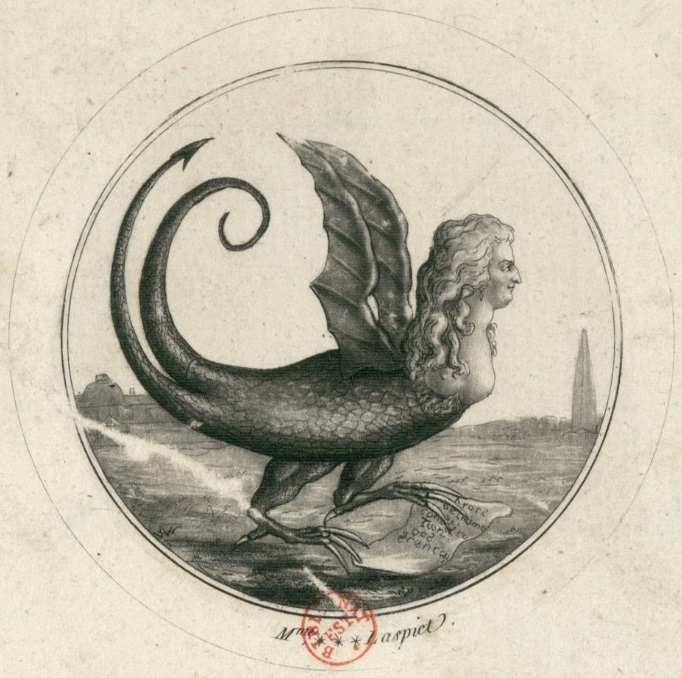
A monarchia ellenségei élclapokban támadták a királynét

Az új király – aki legszívesebben asztalosműhelyében, horgászással és vadászatokon múlatta idejét – kénytelen volt lépéseket tenni a hatalmas államadósság orvoslására. Helyzetét csak súlyosbította, hogy uralkodását éhínségek és gazdasági válságok kísérték végig.
A monarchia ellenségei élclapokban támadták a királynőt (sajtószabadság), Mária Antónia királynét osztrák származása és állítólagos erkölcstelensége miatt. Titkos csatornákon keresztül terjesztették azokat a rágalmazó erotikus regényeket és pornográf pamfleteket, amelyek nagymértékben hozzájárultak az arisztokrácia, a papság, a király és a királyné, Mária Antónia tekintélyének lerombolásához és az ellenük történő mértéktelen terrorba torkolló gyűlölet felszításához. A korra jellemző a „királyné gyémánt nyakéke botrány”, amelynek során hiába bizonyosodott be Mária Antónia ártatlansága, az agitátorok és a szennylapok gondoskodtak róla, hogy a tömegek ennek épp ellenkezőjéről legyenek meggyőződve.
Az erélytelen uralkodó a sikertelennek tűnő reformkísérleteket minden alkalommal felfüggesztette, és az azokat fémjelző minisztereinek (Turgot, Calonne, Brienne, Necker) megbuktatásával kívánta helyreállítani megcsappant presztízsét. Ez azonban nem volt elég, így kénytelen volt beleegyezni a rendi gyűlés újbóli összehívásába mintegy 175 évnyi szünet után.

## Forradalmi események

### A rendi gyűlés összehívása
A felvilágosodás eszméi már erősen jelen voltak a köztudatban, amikor XVI. Lajos kénytelen volt összehívni a rendi gyűlést. A készülődést a harmadik rendet (polgárok és parasztok képviselői) magasztaló, számára dominanciát követelő felhangok tarkították, melyet az éhséglázadás peremére jutott Párizs népe támogatott. 1788-ban három rend vett részt: 
- papság: 300 fő
- nemesség: 300 fő
- 3. rend (polgárság): 600 fő

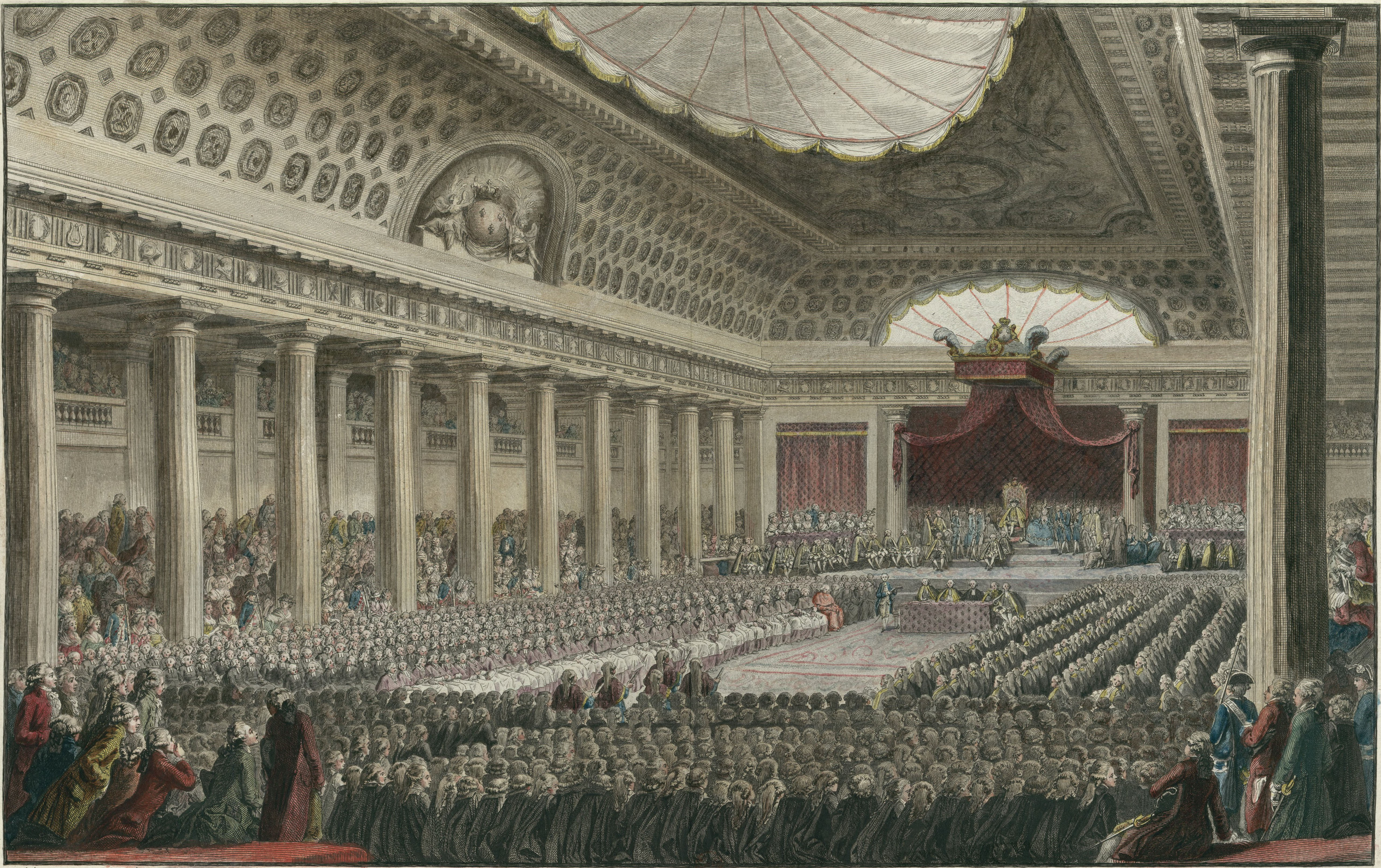
A rendi gyűlés megnyitása 1789. május 5-én Versailles-ban

1789. május 5-én végül összeült Versailles-ban a rendi gyűlés, ahol a harmadik rend nagyobb képviselettel, de ugyanannyi szavazattal jelenhetett meg, mint 1614-ben, az utolsó rendi gyűlés idején. Június 17-én az elégedetlen polgári képviselők (jelentős nemesi és papi támogatással) önmagukat Alkotmányozó Nemzetgyűléssé nyilvánították, és felesküdtek az összetartásra (labdaházi eskü), amit a király kénytelen volt elfogadni a nemesi támogatás miatt (Mirabeau, La Fayette), viszont az esetleg királyellenes hatalomátvétel meggátlására katonákat vont össze. Mivel nem bízott a saját honi csapataiban, svájci gárdistákat, flamand, illetve német zsoldosokat toborzott, kiknek fizetése az eddig is leterhelt államkincstár számára újabb megoldhatatlan nehézséget okozott. 1789. július 11-én a király főminiszterének távozásáról szóló hír Párizsban felizgatja a kedélyeket, mert Jacques Necker az udvarban egyedüliként támogatta a harmadik rend ügyét, így a párizsiak becsülték és "hazafias miniszternek" tekintették és új, konzervatív kormányt nevezett ki az ország élére.

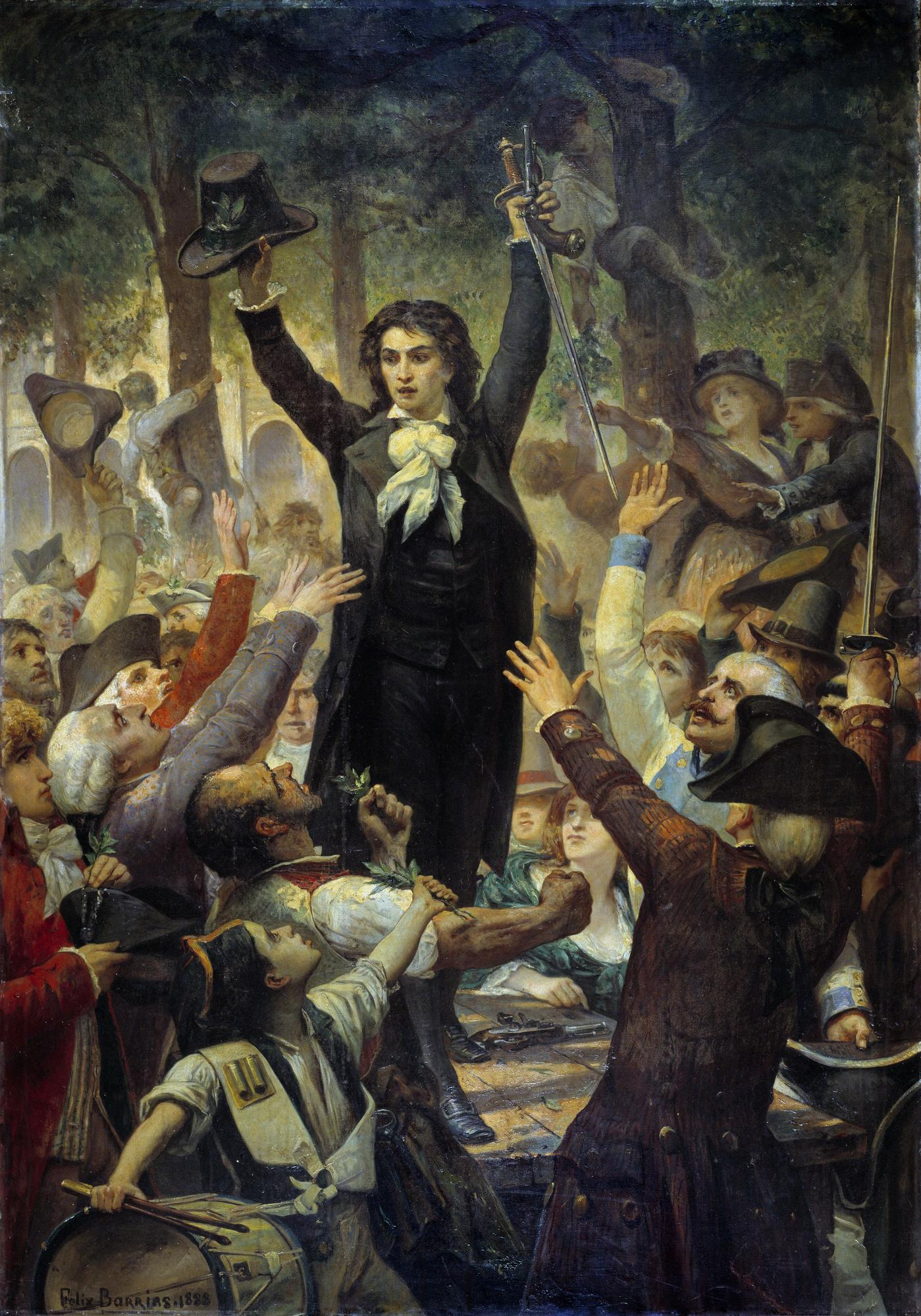
1789. július 12-én Camille Desmoulins fegyverbe szólítja a párizsiakat

1789. július 12-én Camille Desmoulins újságíró fegyveres lázadásra szólította fel a párizsiak lázongó tömegét az összetartozásuk jeleként, a zöld falevelet javasolta a tömegnek. Másnap, július 13-án polgári milíciát hoztak létre, majd úgy döntöttek, hogy a milíciának megkülönböztető jelvényt kell kapnia. Közben Párizsban egyre feszültebb lett a hangulat, aminek hatására a város körül szorosabbra vonták a katonai blokádot. Hamarosan elterjedt, hogy a királyi katonaság megtámadja a főváros népét, mire az július 12-én fellázadt.
Július 14-e reggelén a tömeg 40 000 puskát és néhány ágyút zsákmányolt az Hôtel des Invalides-ből, lőszert azonban nem találtak, mivel azt már korábban a Bastille erődbörtönbe szállították.

### A Bastille bevétele
A Bastille börtönként ekkorra gyakorlatilag üresen állt, mindössze hét köztörvényes rabot tartottak fogva, viszont 30 000 font (mintegy 13 600 kg) puskaport tároltak itt. Az erőd védőit (82 invalidust és 32 svájci gárdistát) mintegy 40-50 000 fős tömeggel a háta mögött a párizsi vezetőség délelőtt 10 órakor békés megadásra szólította fel, ezt azonban Bernard-René Jordan de Launay márki, a börtönerőd parancsnoka megtagadta. Tárgyalások kezdődtek, de a türelmetlen tömeg 13:30 körül betört a belső várudvarba, de Launay pedig kiadta a tűzparancsot.
Az ostrom csak délután három óra körül fordult komolyra, amikor a nemzeti gárda erői lőfegyverekkel és ágyúkkal csatlakoztak a támadókhoz. Délután öt órakor a helyőrség megadta magát. A rabul ejtett de Launay-t és számos katonáját a Városháza felé vezető úton kegyetlenül lemészárolták. Launay márki fejét Mathieu Jouve Jourdan kocsmáros fűrészelte le. A halottak fejét lándzsára tűzve vitte magával a puskaporhoz jutó forradalmi nép. Kitört a véres forradalom.
A király nem verte le a lázadókat, mert a francia ezredek átálltak a tömeg oldalára és annyira fellelkesültek voltak, hogy az idegen zsoldoscsapatok nem mertek harcba kezdeni velük. Ehelyett tehát a király Párizsba utazott, ahol üdvrivalgás fogadta. Ekkor jött létre a francia nemzeti trikolór a fehér Bourbon-zászló és Párizs kék-piros lobogója összevonásából.
- A Bastille megrohamozása
- A Bastille börtönének bevétele 1789. július 14-én
- Charles Paul Landon: A nép bosszúja a Bastille bevétele után
- A Bastille a lebontásának első napjaiban

### Hatalomátvétel

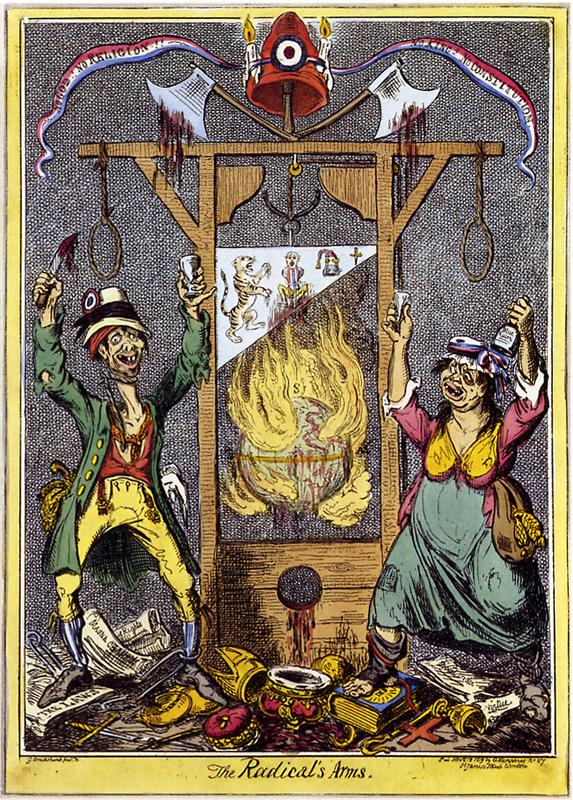
Karikatúra a francia forradalomról

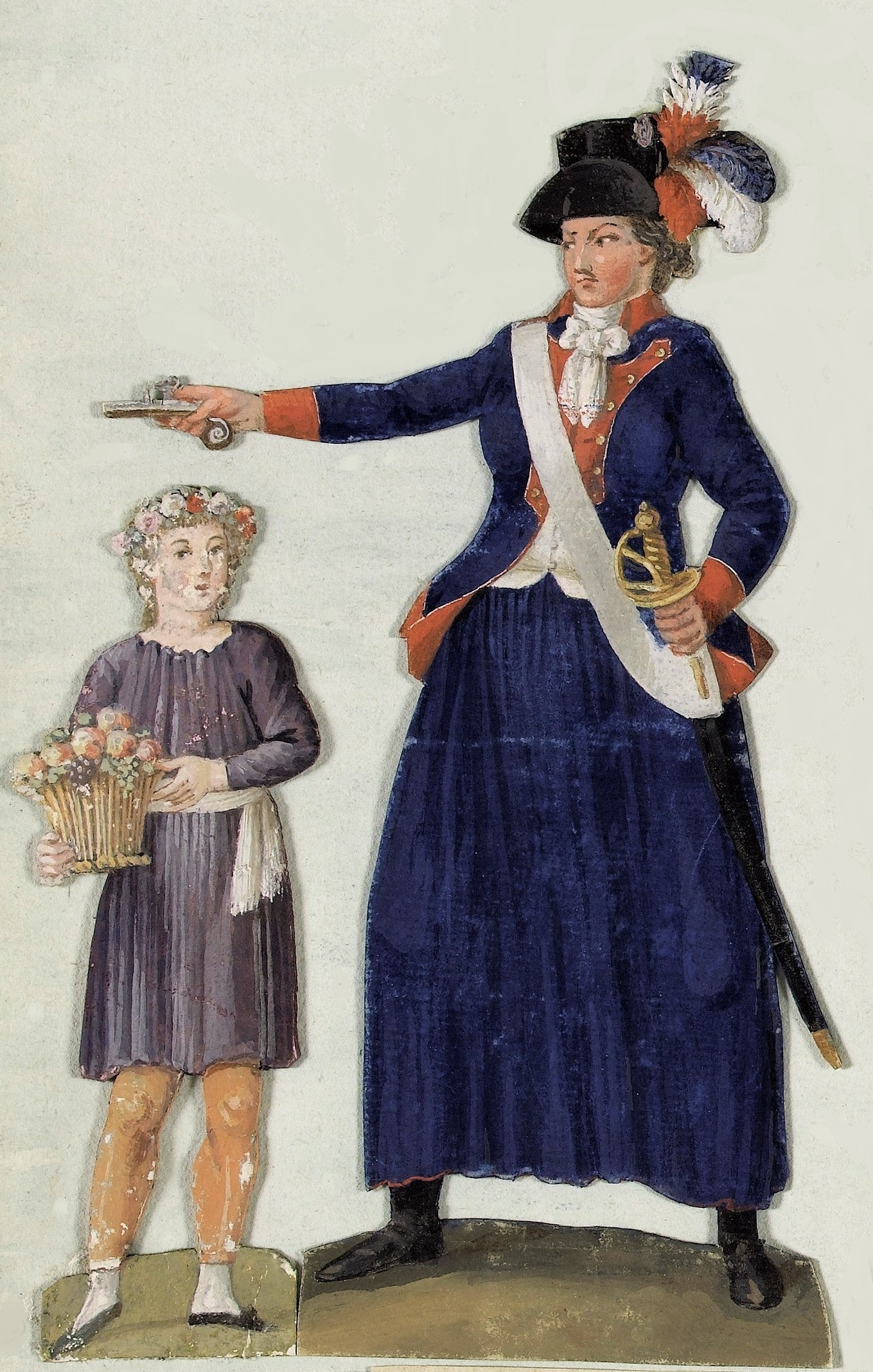
Théroigne de Méricourt 1789 októberében ágyún lovagolva vonult a párizsi asszonyok élén Versailles-ba

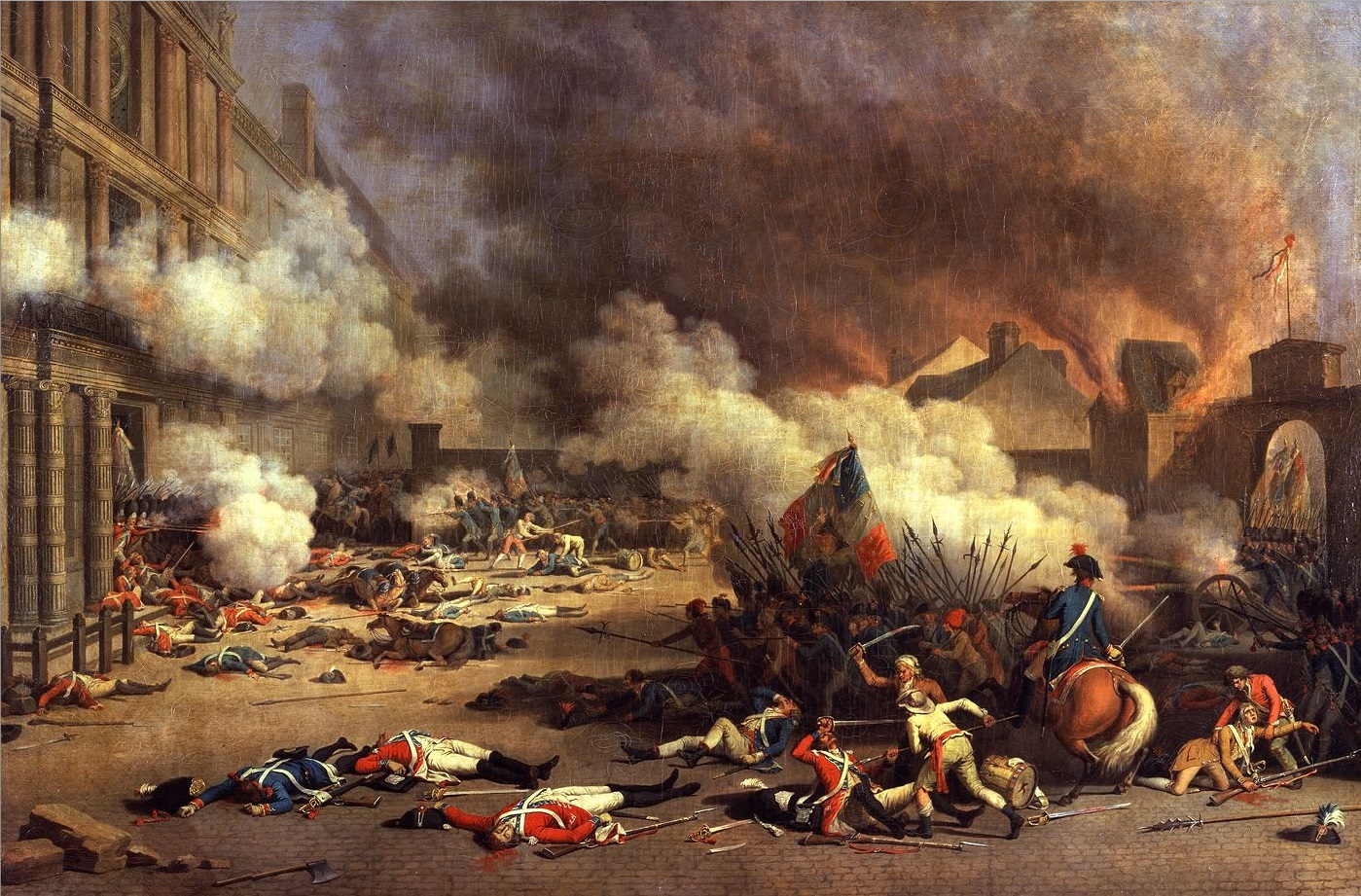
1792. augusztus 10. – a Tuileriák palotájának megrohamozása

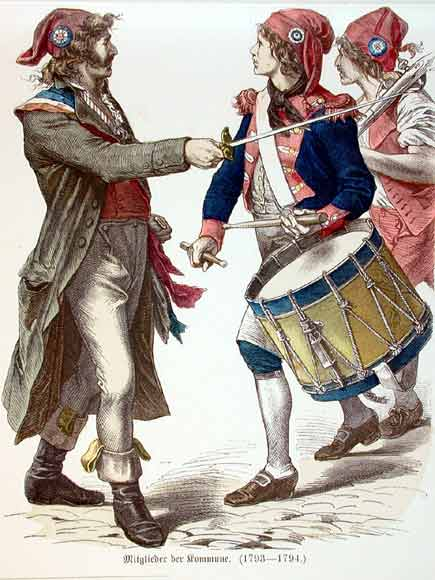
A forradalom jelképévé vált sans-culotte-ok (térdnadrág nélküliek)

A fővárosban történtek hírére vidéken erőszakhullám söpört végig: a nemesek bosszújától rettegve az ún. „nagy félelem” keretében udvarházakat dúltak fel, és nemeseket öltek meg a tömegek. A városokban többnyire vértelen hatalomátvétel történt: a harmadik rend támogatói kerültek a városi tanácsok élére, és a közbiztonság fenntartására nemzetőrségek alakultak. Politikai klubok jöttek létre (például Jakobinus klub, Cordeliers klub), melyek mintegy pártokként funkcionáltak.
1789. augusztus 4-én („csodák éjszakája”) két, a királyi udvarban magát mellőzöttnek érző főnemes, Louis-Marie de Noailles őrgróf és Armand d'Aiguillon herceg javaslatára, eltörölték az egyházi és nemesi kiváltságokat, és kiadták Gilbert du Motier de La Fayette márki által összeállított Emberi és polgári jogok nyilatkozatát (augusztus 26.). Az élelmezési és gazdasági helyzet azonban tovább romlott, és a tömegeket addig mellőzött, szélsőséges értelmiségiek (például Danton, Marat, Desmoulins) kezdték izgatni. A király továbbra is hatalma helyreállítására törekedett és akadt ehhez némi fegyveres ereje is, miután ott álltak svájci gárdistái és a többi zsoldos, akikkel azt tervezte, hogy leveri a forradalmat. A királyt a párizsi tömeg október 5-én megrohanta Versailles-ben („asszonyok menete”) és másnap a fővárosba parancsolta.
A következő két évben a XVI. Lajos és a nemzetgyűlés kölcsönös bizalmatlansággal kezelte egymást (ez utóbbiban az alkotmányos monarchisták voltak többségben, akik megpróbáltak együttműködni az uralkodóval). 1789-ben szekularizálták az egyházi birtokokat, és értékpapírok (assignaták) formájában értékesíteni akarták őket, azonban a nagy mennyiségű assignata hamarosan átvette a pénz szerepét, és gyorsan elértéktelenedett. A csődöt így nem sikerült orvosolni.
1791-ben a Nemzetgyűlés elkészítette az alkotmányt, mely garantálta a hatalmi ágak megosztását, a királynak pedig csak korlátozott hatalmat hagyott. XVI. Lajos képtelen volt együttműködni a Nemzetgyűléssel, és külső segítségben bízott (sok arisztokrata elhagyta az országot a forradalom kitörésekor), így 1791. június 20-án „elszökött" Párizsból (noha nem volt köteles ott tartózkodnia). Mielőtt zsoldoskatonaságához érkezhetett volna, elfogták és visszavitték a fővárosba. A szökés felerősítette a köztársasági hangokat, melyet a Mars-mezei sortűzzel (július 17.) csak fokoztak a monarchisták. A választásokon a Törvényhozó Nemzetgyűlésben már jelentős szerephez jutottak a girondista és jakobinus képviselők is.
Egyre erősödött a külföldi beavatkozástól való félelem (1791. augusztus 27-én a porosz II. Frigyes Vilmos és Habsburg II. Lipót a közösen kiadott pillnitzi nyilatkozatban intervencióval fenyegette meg a franciákat, ha a királynak baja esne), amit az uralkodó ki akart provokálni, hogy restaurálhassa hatalmát, ezért szintén a háború pártján álló girondi kormányt nevezett ki (a girondisták a forradalom elterjesztését várták a győzelmektől). A kormány 1792. április 20-án hadat üzent a Habsburg Birodalomnak. Ezt követően a király – érdekeinek megfelelően – megvétózott több hadseregfejlesztési javaslatot, mire ellene fordult a közhangulat. Június 20-án és augusztus 10-én is betört a nép a Tuileriákba. Heves harcok után a Tuileriák palotáját védő svájci gárdát lemészárolták. Ekkor az uralkodó a Nemzetgyűlésben keresett menedéket, az viszont a városi tanács (kommün) és a tömeg nyomására lemondatta, majd börtönbe záratta, és átalakult Nemzeti Konventté. Itt már csak a girondisták és a jakobinusok rendelkeztek képviselettel. Az augusztus 10-i fordulattal elkezdődött a forradalom második szakasza: Franciaország alkotmányos monarchiából köztársasággá alakult (a köztársaság tényleges kikiáltása egy hónappal később, szept. 21-én történt meg).
Az 1792-es év volt az egyházellenes intézkedések csúcsa is. 1792 április 3-án megszüntették a Sorbonne hittudományi karát. Ugyancsak áprilisban föloszlatták a szerzetesi kongregációkat. Május 27-én döntöttek az esküt nem tett papok deportálásáról. Augusztusban betiltották a betegápoló és tanító rendek működését. 1792 szeptember elején pedig elkezdték a papok deportálását.

### Nemzetközi konfliktus
Bár több állam fenyegette Franciaországot beavatkozással, de a harcot mégis a forradalom kezdte (ahogy láttuk, Lajos király maga is bujtogatott erre, tudván hogy ha a bevonuló erők leverik a forradalmat, az ő helyzetét is stabilizálják). 

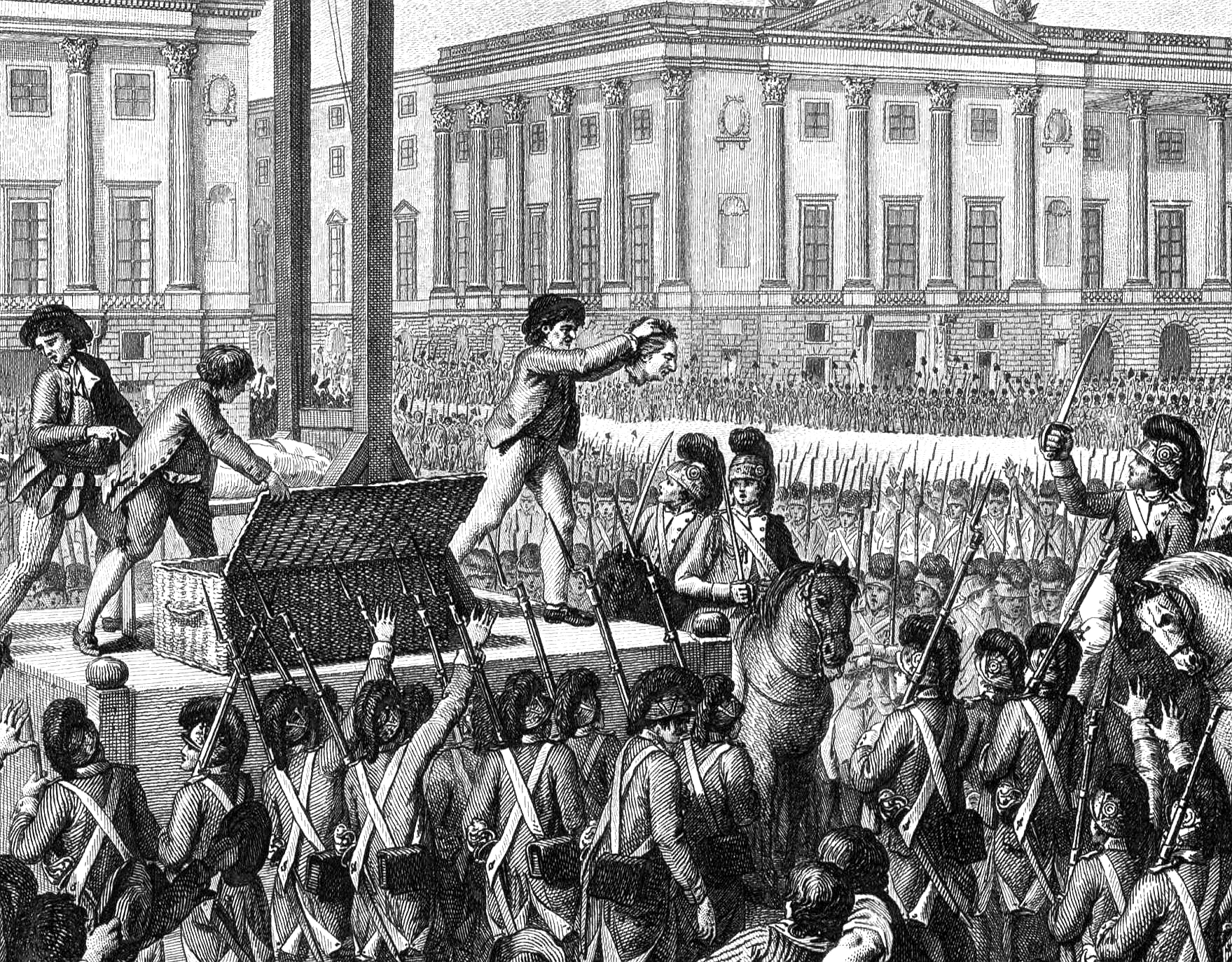
XVI. Lajos francia király kivégzése Párizsban, 1793. január 21-én

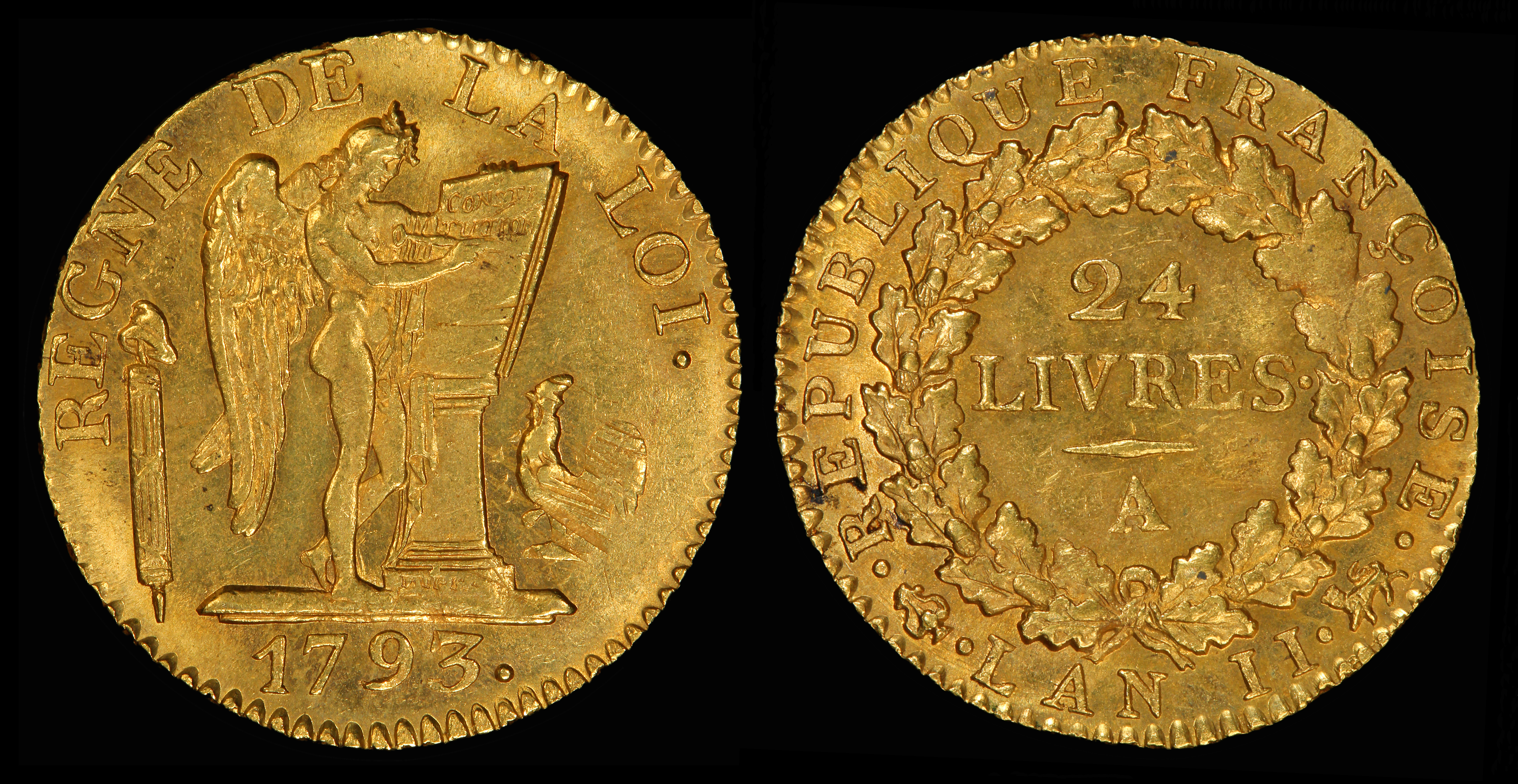
A Francia Köztársaság 1793-as 24 livre címletű aranyérméje, mely a királyság Lajos-aranyával (Louis d'or) volt egyenértékű

A forradalmi Franciaország hadat üzent Ausztriának, de még mielőtt az akkor még rendkívül szervezetlen és képzetlen forradalmi sereg támadást kezdhetett volna, augusztus végén porosz és osztrák csapatok már be is törtek az országba, mire Danton szabad kezet adott a szélsőséges elemeknek a „gyanúsak” összegyűjtésére és kivégzésére (1792. szeptember 2-7.). Az első terrorhullámnak ezrek estek áldozatul. A francia hadsereg helyzetét sok minden nehezítette a képzetlenség és szervezetlenség mellett, így például ellátás és a sorozatos árulások is. Végül Dumouriez tábornok vezetésével szeptember 20-án a Valmyi csata során megállította a német betörést, mire a poroszok kivonultak, a franciák pedig átmentek ellentámadásba. A győzelem a monarchia visszaállításának végső reményét is szertefoszlatta, következménye a köztársaság kikiáltása lett 1792. szeptember 21-én.

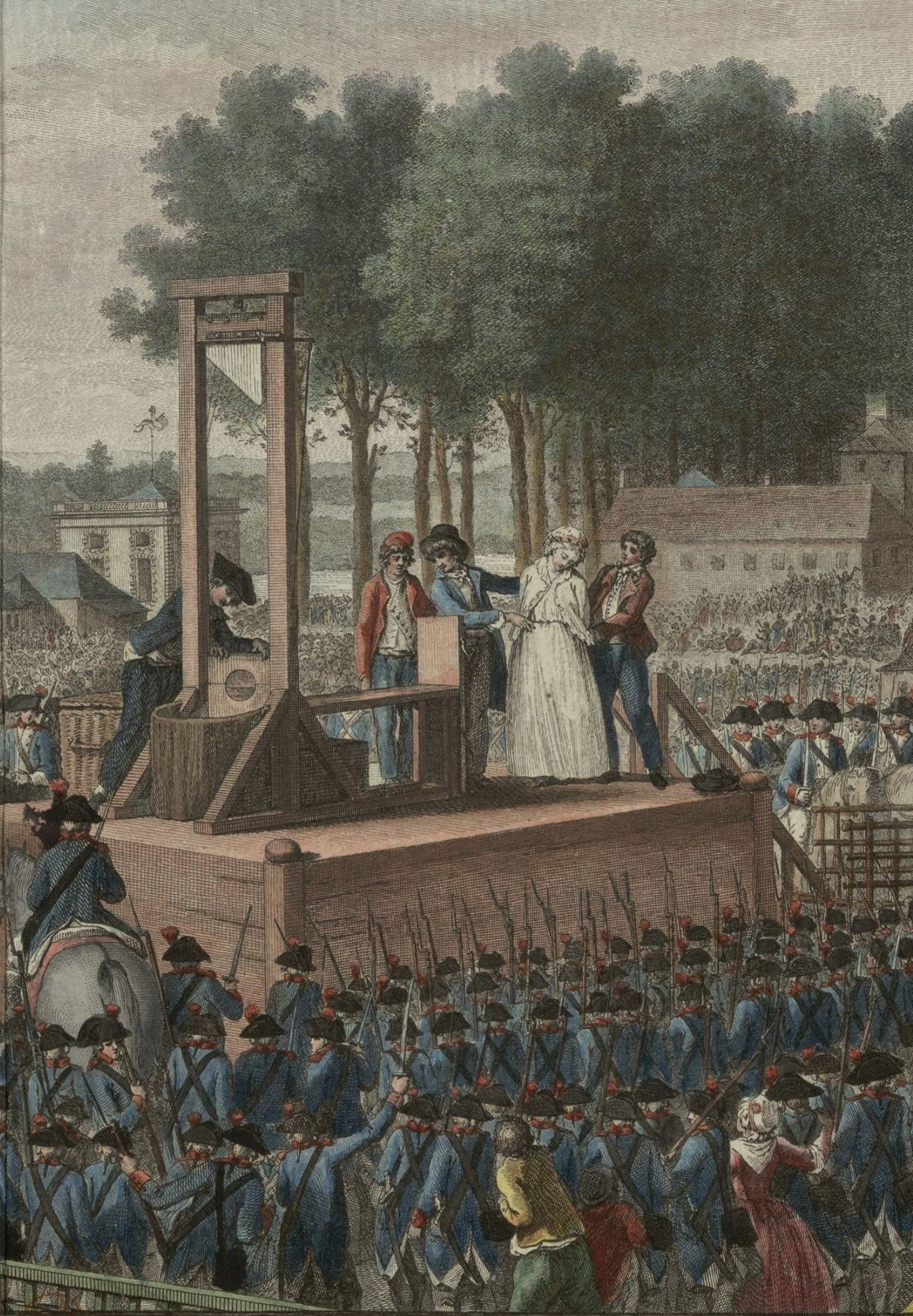
Mária Antónia francia királyné kivégzése Párizsban, 1793. október 16-án

A köztársaság kikiáltása után néhány héttel később megtalálták a király titkos irattárát. Megállapították hogy maga az uralkodó (XVI. Lajos) hívta be az országba a Franciaországra támadó csapatokat (poroszok). Ez nyilvánvaló hazaárulás volt, mely megtorlást kívánt. A győzelmi mámort és a külső veszély elhárulását kihasználva a jakobinusok kiharcolták XVI. Lajos perbe fogását, majd elítélését. Hatalmas vitákat kiváltó bírósági tárgyaláson XVI. Lajost halálra ítélték, majd 1793. január 21-én ki is végezték. Utolsó szavait a katonák dobpergéssel nyomták el.
Közben Dumouriez tábornok kiverte Belgiumból az osztrákokat (Jemappes, 1792. november 6.) A franciák diadalai szülték meg a nemzeti eszmét, a nacionalizmust, mely az elkövetkező századokban elterjedt az egész világon.
A girondisták az eddigi sikerekkel már elégedettek voltak, ezért a továbbiakban csak annyit óhajtottak, hogy Franciaország területét Németalföld bekebelezésével, valamint néhány német terület elcsatolásával megnövelik és a továbbiakban az állam további szervezésére törekednek. 1793-ban az európai egyensúly felborulásától tartó Nagy-Britannia megszervezte az első franciaellenes koalíciót a Habsburg Birodalom, Poroszország, Spanyolország, Hollandia és Portugália részvételével. A minden irányból meginduló támadás hatására a franciák ismét sorozatos vereségeket szenvedtek. Kényszersorozás indult meg, ami nagy vidéki felkelésekhez vezetett, melyek elfojtására csak véres eszközökkel tudott válaszolni az egyre több kényszerintézkedést (például ármaximálás, Forradalmi Törvényszékek létrehozása stb.) hozó kormány.

### A jakobinusok

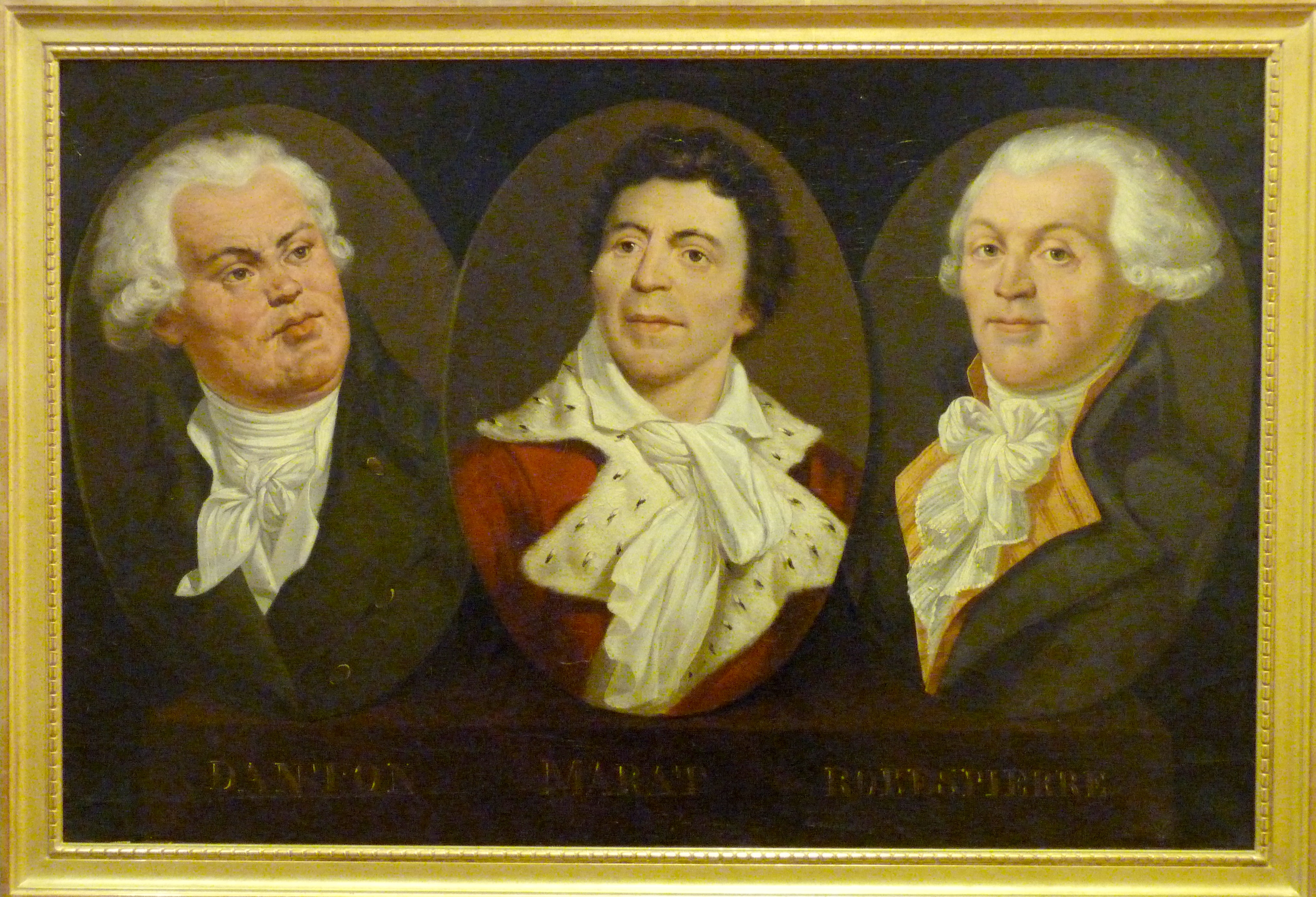
Danton, Marat, Robespierre

A radikális jakobinusok a francia forradalomban a kispolgárok és a városi szegények, az ún sans-culotte-ok érdekeit képviselő politikai csoport tagjai voltak. Gyűléseiket a volt Szent Jakab-kolostor épületében tartották. Innen származik a jakobinus elnevezés. Maximilien de Robespierre mellett a jakobinusok híres vezetői Danton, Marat és Saint-Just voltak.

### A forradalom államrendje és a terror időszaka
A forradalom (és az állam) irányító szerve a Nemzeti Konvent volt, amelynek munkáját megkönnyítendő bizottságokat hoztak létre.
A két legfontosabb ilyen szerv a Közbiztonsági Bizottság (Comité de sûreté générale, létrehozva 1792. október 2-án), és a Közjóléti Bizottság (Comité de salut public, létrehozva 1793. április 6-án) volt. Ez utóbbi kezdeti feladata a kapcsolattartás volt a Konvent és a minisztériumok között, de gyakorlatilag itt összpontosult a teljes végrehajtó hatalom, ugyanis a minisztériumoknak nem volt döntési jogkörük (1794. április 1-jén fel is számolták őket). A két bizottság tagjait havonta választották, de mivel az újraválasztás nem volt korlátozva, a személyi összetétel évekig ugyanaz maradt. Egyéb bizottságok: katonai (vagy hadügyi) (24 tag), alkotmányügyi (9 tag), kereskedelmi, pénzügyi, közoktatási, diplomáciai, rendeletügyi, törvénykezési stb. Összesen 22 állandó bizottság működött, de egyes sajátos problémák megoldására ad hoc bizottságokat (commissions) is létrehoztak.

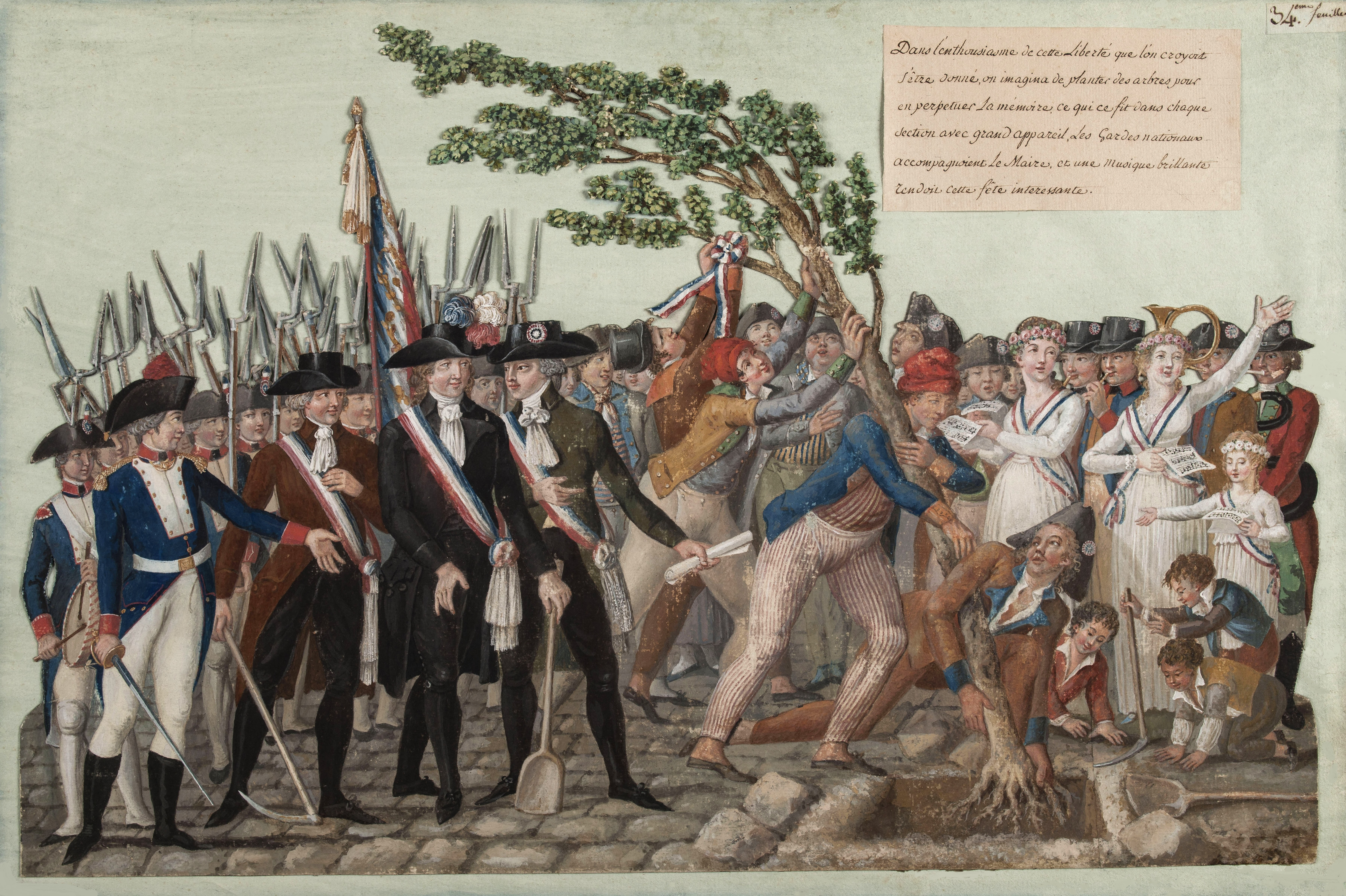
Jean-Baptiste Lesueur: A szabadság fájának ültetése

1793. június 2-án az áruhiányon és a drágulásokon felháborodva 80 000 párizsi vette körül a Konvent épületét, és követelte a girondisták eltávolítását a hatalomból. Az addig kormányzó girondista erők ilyetén megbuktatása után Maximilien de Robespierre-t a Közjóléti Bizottság elnökévé választották, így ő lett a francia állam első embere. Legfőbb szövetségese Antoine de Saint-Just volt.
A jakobinusok a június végére elkészült, demokratikus köztársasági alkotmányt félredobva diktatórikus eszközökkel kezdtek kormányozni. Maximilien de Robespierre a jakobinusok támogatásával rendkívül kemény diktatúrát vezetett be (1793. június – 1794. július). Diktatórikus módon láttak hozzá a gazdasági nehézségek megoldásához is. Semmibe véve az emberi és polgári jogokat, kíméletlen terrort alkalmaztak. Letartóztatták és tömegével küldték vérpadra a forradalom valós és vélt ellenségeit, valamint minden rendű és rangú politikai ellenfelüket is. Így a sok ezer életet kioltó véres jakobinus diktatúrával biztosították a belső rendet és szilárdították meg hatalmukat. Az egykori ellenfelek, a girondiak életének az a tisztogatási hullám vetett véget, melynek előzménye a radikális Jean-Paul Marat halála volt, akit a girondista Charlotte Corday 1793. július 13-án szúrt le. 1793 októberében valamennyi girondit (Brissot, Vergniaud stb.) halálra ítélték és lefejeztették.
A francia forradalom idején a terrornak mintegy 40 000 ember esett áldozatul, ebből 17-20 000 embert küldtek nyaktiló alá, de pl. a gyarmatokra való deportálásokba is tömegek haltak bele. A terrorból következő polgárháború embervesztesége még 2-300 000 ember.
A terror nem más, mint gyors, szigorú és hajthatatlan igazságtétel, ezért tehát voltaképpen az erény megnyilvánulása.
- 1792. szeptember 3-án a Salpetrière börtönnél prostituáltakat és őrülteket mészárolnak le
- 1792. szeptember 2-án a Saint-Germain-des-Prés börtönnél papokat és arisztokrata foglyokat mészároltak le
- „Az egyenlőség mártírja”
- Danton a kivégzőhely előtt
- Madame Roland kivégzése 1793, november 8-án
- Madame du Barryt a kivégzőhelyre viszik 1793. december 8-án
- A jakobinus diktatúra vezetőjének, Robespierre-nek és 20 támogatójának kivégzése 1794. július 28-án délután Párizsban, a Place de la Révolutionon – a Forradalom terén

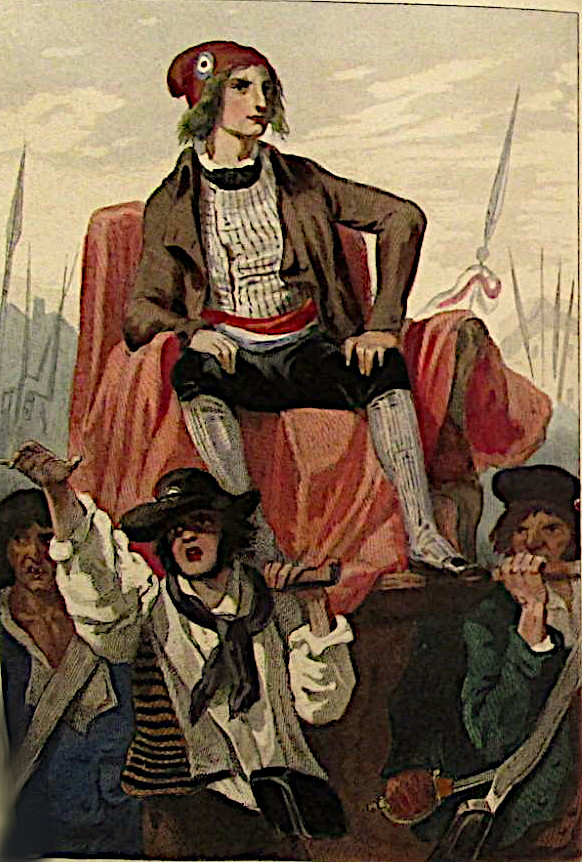
A terror hőse, illusztráció

A jakobinusok az általános hadkötelezettség kihirdetésével hatalmasra duzzasztották a hadsereget, amelynek létszáma 1792 végén 270 000, egy évvel később 550 000, és 1793 végén 750 000 volt.
Minden 18–25 év közötti nőtlen fiatal férfit besoroztak a hadseregbe. A terepre küldött politikai biztosok segítségével a régi rendszer (ancien régime) tábornokait leváltották, sokakat ki is végeztek. Helyükre fiatal forradalmár tiszteket neveztek ki. A forradalmi Franciaország a jakobinusok alatt már arra törekedett, hogy a háborút kiterjessze Európa minden államára és mindenütt a franciához hasonló forradalmat vigyen végbe, amelyhez az ottani rokonszenvezők segítségét próbálták megnyerni. Eddigre a skandináv államok és az Oszmán Birodalom kivételével minden európai ország már a franciák ellen harcolt.
1794-ben a francia forradalmi csapatok már annyira erősek voltak, hogy betörtek Spanyolországba és Németalföldre. Országon belül, Vendée-ban 1794 májusában a fölkelés leverésekor 170 000 helyi lakost irtottak ki közvetlen ágyúzással és kartácstűzzel.
A naptárat megreformálták (1793. okt. 5.), a hónapoknak új neveket adtak. A régi egyházakat betiltották, és a kezdeti ateista tendenciákra válaszul, Robespierre egyik beszédében kijelentette, hogy a lélek létezik és halhatatlan. Kezdeményezte az ész kultuszát, és a Legfelsőbb Lény tiszteletét (1794 májusa).
1794 tavaszán belső tisztogatás indult a jakobinus táboron belül. Márciusban Robespierre nyaktiló alá küldte azokat az ún. „veszetteket” is (Jacques Hébert), akik a terrort öncélúan folytatták volna, és nem Robespierre hatalmának megszilárdítása érdekében, majd áprilisban azokat az ellenfeleit is, akik már inkább valamiféle konszolidációt akartak (Georges Jacques Danton és Camille Desmoulins). Ezzel viszont Robespierre is elszigetelődött azoktól a sans culotte-októl, akik hatalma bázisát képezték. Nemsokára Robespierre és támogatóinak hatalma is megdőlt: a Konvent 1794. július 27-én (thermidor 9.) megbuktatta és hamarosan kivégeztette őket („thermidori fordulat”). Főleg a jakobinus diktatúra nyomán a forradalom legtöbb vezetője halott volt addigra és tömegek kezdték követelni, hogy vessenek véget az erőszaknak. Visszafogták a terrort, új alkotmány kidolgozásába kezdtek.

### A Direktórium
1795-ben az új alkotmány alapján megalakult a girondi szellemiségű Direktórium, amely egy öttagú bizottságként a végrehajtó hatalmat birtokolta, míg a törvényhozó hatalom egy kétkamarás parlament kezébe került: a törvényeket előkészítő 500-ak tanácsából és az azokat elfogadó 250 fős szenátusból vagy öregek tanácsából állt. A rendszer a nagypolgárságra támaszkodott, amit egyértelműen jelez, hogy a választójogot vagyoni cenzushoz kötötték.
A Direktórium politikai célja a terror leállítása és a stabilizáció volt, de utóbbit nem tudta elérni, mert politikusai hitelüket veszítették: a korábbi időszakban is részt vettek a forradalomban, és ha nem is meggyőződésből, de életüket féltve a terrortól, megszavazták a forradalom sok szélsőséges intézkedését. Bár az új alkotmány sokban az 1791-es alkotmány elveit követte, az alkotmányos monarchiát pl. nem állíthatták vissza, hiszen az új alkotmány kidolgozója, az egykori pap, Sieyès abbé "királygyilkos" volt: a király kivégzésére szavazott a Konventben. Így a legitimisták, az alkotmányos, vagy abszolút Bourbon monarchia hívei a Direktórium ellenségei maradtak. Természetesen Robespierre egykori párthívei, a sans culotte-ok is a Direktórium ellen szervezkedtek. 1795 után bal- és jobboldali államcsínyek sora fenyegette a gyenge lábakon álló köztársaságot.
Az új rezsim legfőbb sikerei külpolitikai és hadászati jellegűek voltak: a hódításokat megtartva békét kötött Poroszországgal és Spanyolországgal, Hollandiában pedig vazallus bábállamot (Batáviai Köztársaság, holland: Bataafse Republiek) hozott létre. Ezek a sikerek azonban nem a hiteltelen politikusok, hanem a hadsereget vezető tábornokok népszerűségét növelték. 1796-ban egy különösen tehetséges tábornokra, Napoléon Bonaparte-ra bízták a Habsburgokkal szemben álló itáliai hadsereget, és ő a következő évben teljes győzelmet aratott: elfoglalta Itáliát, és ezzel az első koalíció felbomlott. Az állam az itáliai hadjárat (1796–1797) hódításaiból erőt merített, az Itáliából elrabolt kincsekkel valamelyest stabilizálta az államkincstárat, de Franciaországba hurcolta VI. Piusz pápát is. A győzelem ugyanakkor nem a párizsi politikusoknak, hanem Napoléon Bonaparte-nak szerzett dicsőséget. A rezsim szerencséjére ő a következő évben Egyiptom meghódításának a kalandjába vágott bele. A vállalkozás teljes kudarcnak bizonyult, Napóleon a katonáit hátrahagyva menekült vissza Franciaországba, de az ország még így is benne látta azt a hiteles politikust, aki ténylegesen stabilizálni tudja az államot.

### A forradalmi korszak vége

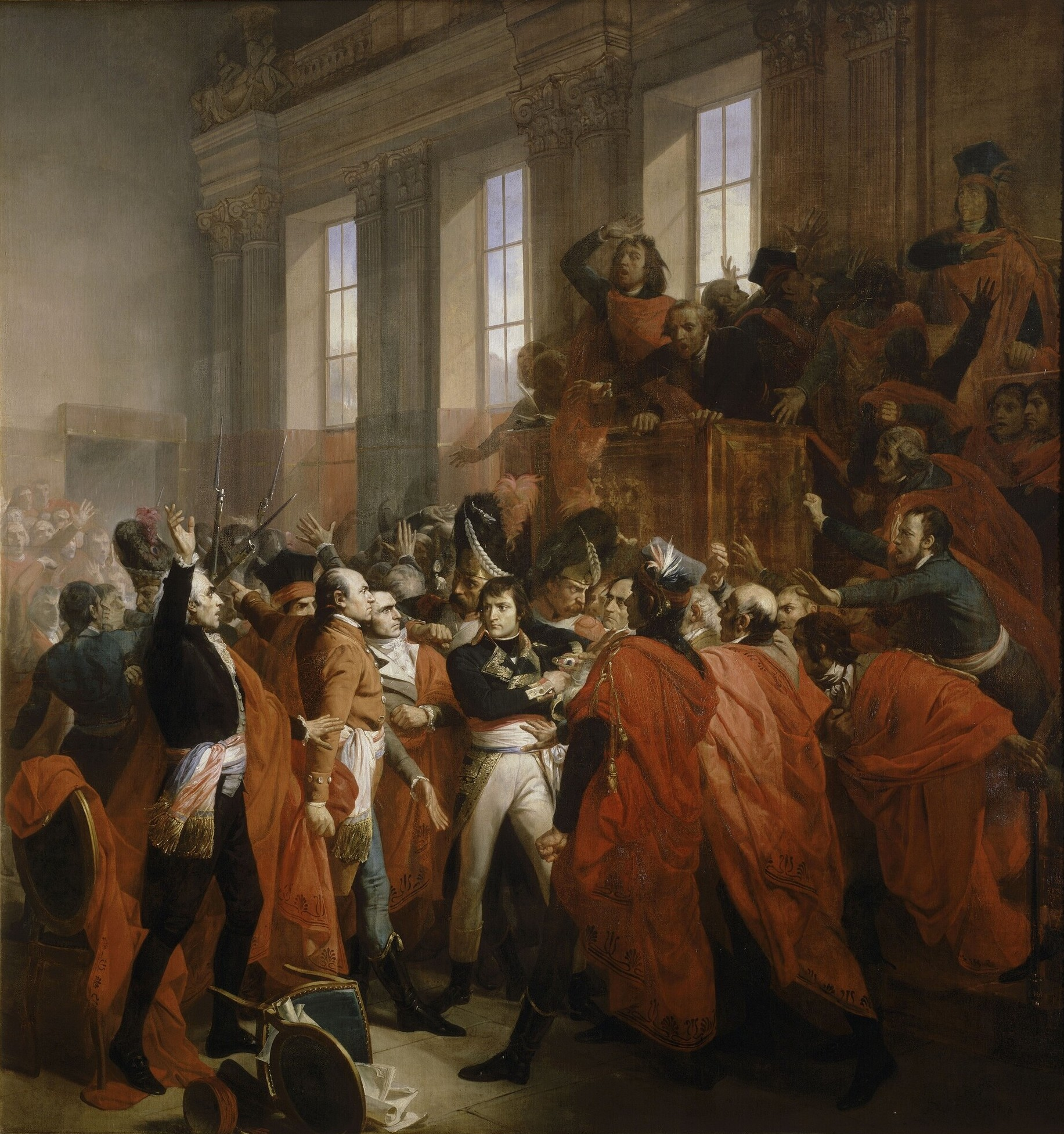
François Bouchot: Bonaparte Napoleon a brumaire 18-i államcsínykor Saint-Cloud-ban

A francia forradalom valójában nem ért véget. Július 14-e a "Bastille napja" néven ma is nemzeti ünnep Franciaországban, és az állam himnusza ma is a Marseillaise c. forradalmi induló. Már ezek a szimbólumok is megmutatják, hogy a mai Francia Köztársaság a forradalom örökösének tekinti magát. Ugyanakkor mégis joggal lehet beszélni a forradalmi korszak végéről, amikor a brumaire 18–19-i államcsíny (1799. november 9.) révén Napoléon Bonaparte tábornok magához ragadta a hatalmat, és a Köztársaság Első Konzuljává kiáltatta ki magát. Érdekesség, hogy a puccs egyik szervezője Sieyès abbé volt, a thermidori alkotmány kidolgozója. Ő az utolsó években már „kardot keresett” – ahogy saját maga megfogalmazta a törekvéseit, vagyis az állam vezetésére vállalkozó katonát. Helytálló a folyamatról Bibó István értékelése: a választások mind nagyobb mértékben monarchista többséget hoztak létre. Ennek ellenhatásaképpen a forradalom garnitúrája kezdett diktátor után nézni, akit azután Napóleon személyében talált meg.
Az új alkotmányt 1799 decemberében – részben meghamisított – népszavazás szentesítette.